# Giuseppe Antonio Petrini
Pour les articles homonymes, voir Petrini.

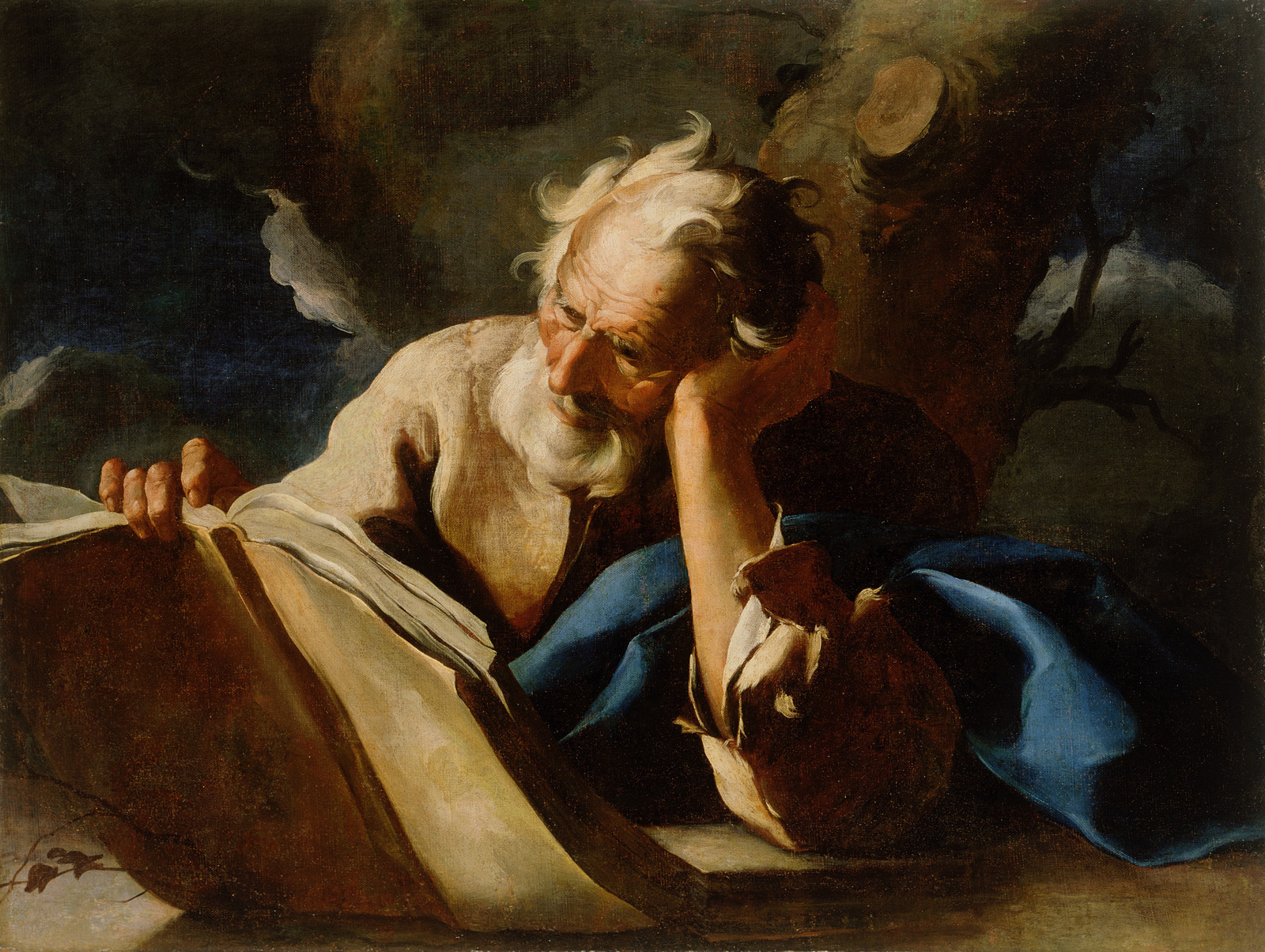
Saint Jérôme

Giuseppe Antonio Petrini né à Carona le 23 octobre 1677 et mort à Lugano le 8 avril 1759, est un peintre baroque suisse.

## Biographie
Fils du sculpteur Marc-Antoine Petrini et de Lucia Casella et originaire du canton du Tessin, il fait probablement son apprentissage auprès du peintre Bartolomeo Guidobono après 1700, à Gênes et Turin. Il s'inspire du Caravage, de Andréa Pozzo, John Serodine, et imite parfois l'art de Rembrandt. Il est surtout connu pour ses peintures religieuses et ses portraits. Il est cité entre 1711 et 1753 comme fabbriciere de l'église de Madonna d'Onegro à Carona.
La grande vente aux enchères en 2015 du mobilier du Château d'Hauteville a dispersé une série de tableaux attribuables à cet artiste qui a beaucoup travaillé pour la famille d'Herwarth, propriétaire de ce château de 1734 à 1760. Il a orné les plafonds d'une grande demeure entre cour et jardin que possédait cette famille à la place du Marché, à Vevey (démolie), mais aussi et surtout les murs du grand salon du château d'Hauteville, qui a conservé ce décor colossal.       